# Erebia togakusiana
Erebia togakusiana är en fjärilsart som beskrevs av Siuiti Murayama 1964. Erebia togakusiana ingår i släktet Erebia och familjen praktfjärilar. Inga underarter finns listade i Catalogue of Life.